# Gymnopiella
Gymnopiella Cresson, 1945 è un genere di insetti della famiglia Ephydridae (Diptera: Schizophora). Comprende due sole specie, endemiche rispettivamente della regione afrotropicale e della regione australasiana.

## Descrizione
Gli adulti sono piccoli moscerini dalla livrea lucente. Si distinguono, nell'ambito dei Gymnomyzini, per la seguente combinazione di caratteri:
- chetotassi cefalica poco sviluppata, con assenza della setola verticale esterna, ocellari moderatamente sviluppate e fronto-orbitali ridotte a deboli setoline;
- faccia con profilo laterale prominente in corrispondenza della parte mediana;
- antenne con arista pettinata, recante 5-6 brevi rami dorsali;
- assenza della setola notopleurale anteriore;
- pedicello del bilanciere di colore chiaro;
- femori anteriori leggermente ingrossati.

## Sistematica e distribuzione
Il genere comprende due sole specie. Istituito da Cresson (1945), vi incluse una specie classificata dieci anni prima nel genere Gymnopa. L'anno successivo vi inserì la seconda, di nuova classificazione:
- Gymnopiella vansomereni Cresson, 1946
- Gymnopiella paucula (Cresson, 1934)

Entrambe le specie sono presenti in regioni tropicali. G. paucula è endemica dell'Australia (Queensland), G. vansomereni del Kenya.